# Celleta

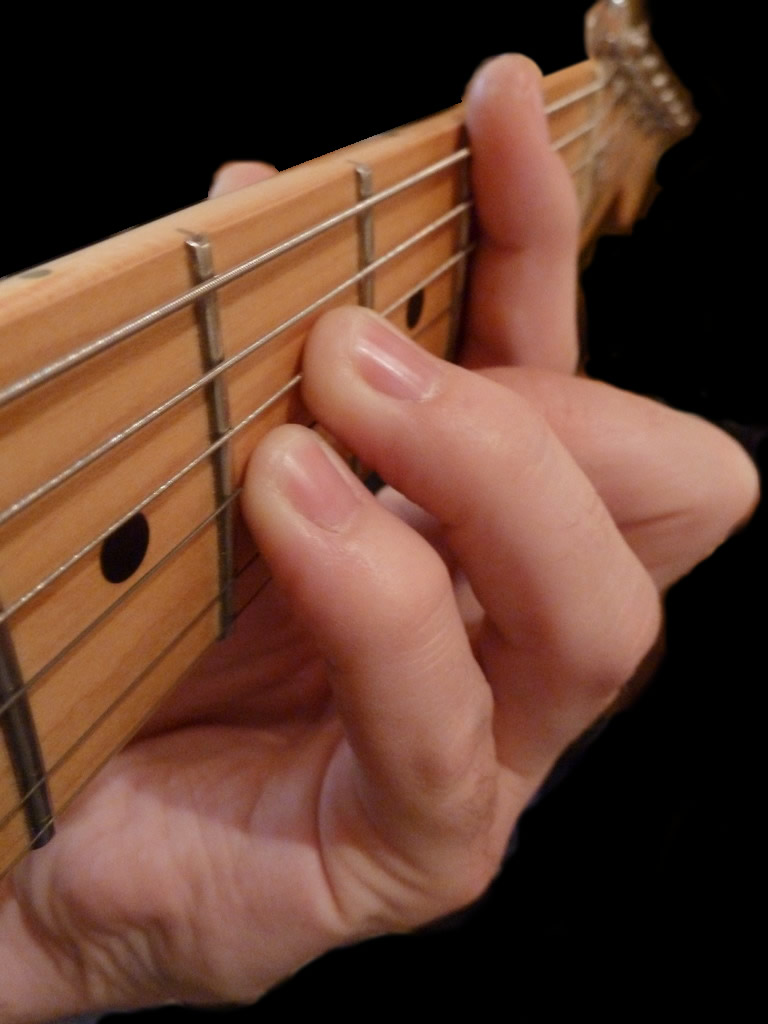
Acord de si menor, amb el dit índex fent celleta

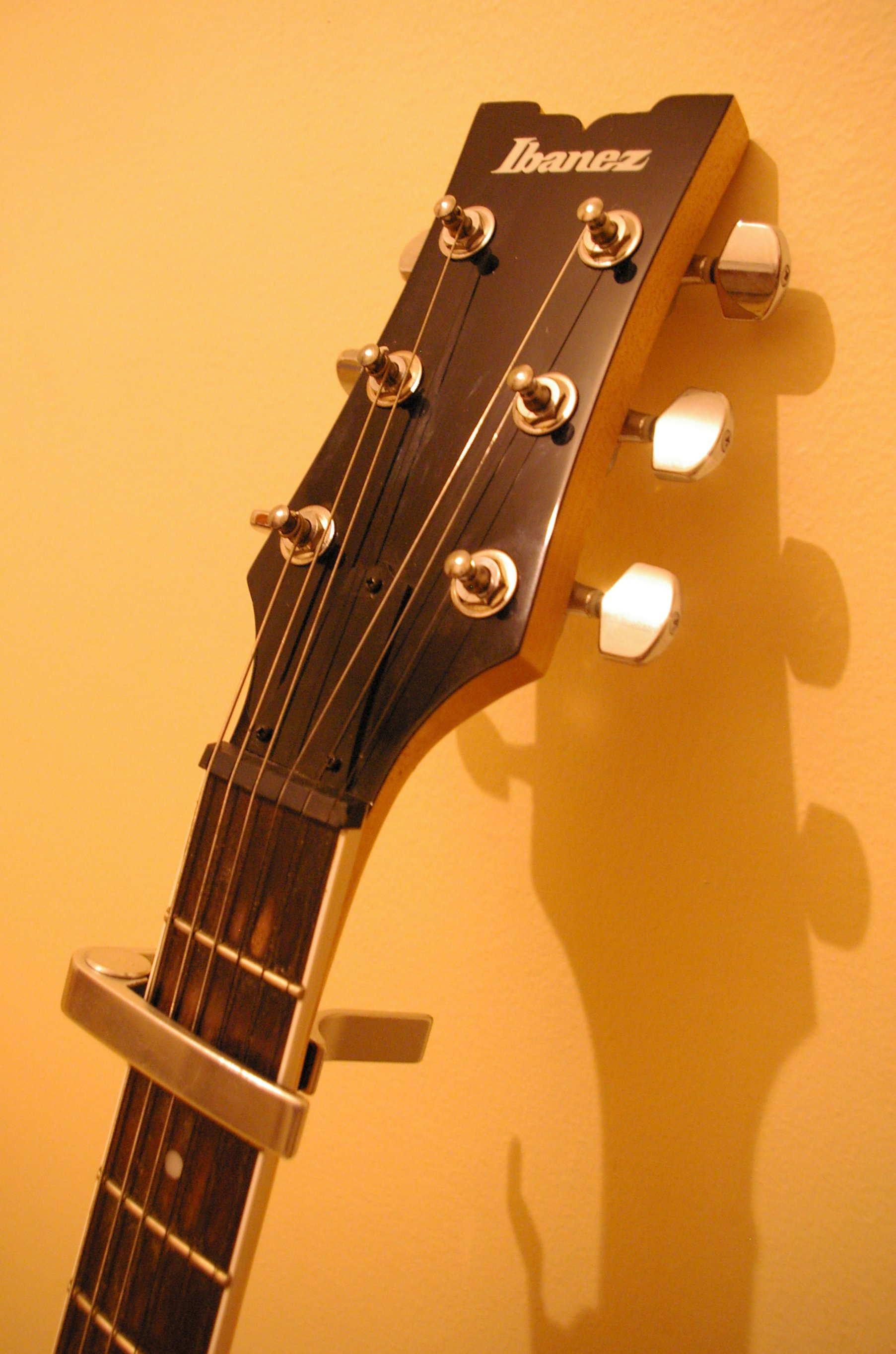
celleta aplicada a una guitarra acústica

La celleta és una tècnica d'execució en diversos instruments de corda consistent a prémer una, diverses o totes les cordes en el mateix punt o trast, amb un sol dit posat en posició perpendicular a les cordes.
En el cas de la guitarra l'habitual és que el dit índex premi totes o gairebé totes les cordes. Aquesta tècnica se sol utilitzar per fer acords.
En el cas del violoncel i altres instruments de corda fregada, és el dit polze el que fa l'efecte de celleta prement una o dues cordes mentre els altres dits executen la melodia amb notes més agudes i en una posició més propera al pont. Aquesta tècnica s'utilitza especialment en la producció de notes agudes en què els dits premen les cordes prop del pont.

## Altres sentits
Per analogia, també s'anomena celleta un accessori, habitualment metàl·lic, utilitzat en alguns instruments de corda polsada que fa el mateix efecte que faria el dit índex, però en facilita l'execució.

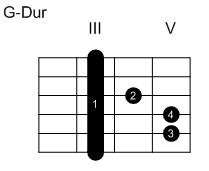
Exemple d'acord major amb celleta, en aquest cas SOL.